# Фанни и Александр
«Фа́нни и Алекса́ндр» (швед. Fanny och Alexander) — фильм шведского режиссёра Ингмара Бергмана 1982 года, завоевавший четыре статуэтки премии «Оскар» и премию «Золотой глобус».
Картина существует в двух версиях — полной телевизионной и краткой киноверсии. Бергман отмечал: «Телевизионный вариант — главный. Именно за этот фильм я сегодня готов отвечать головой. Кинопрокат был необходим, но не имел первостепенного значения».

## Сюжет
Действие фильма разворачивается с 1907 по 1910 год. В центре сюжета судьба детей — Александра Экдаля и его сестры Фанни. В более широком плане в фильме даны картины жизни семьи Экдаль.
Фильм состоит из короткого пролога, пяти частей (актов) и эпилога.
Первый акт «Семья Экдаль празднует Рождество». Мы знакомимся с многочисленными членами семьи Экдаль, когда они все собираются за столом, чтобы отметить праздник. В этой части можно узнать некоторые подробности их жизни и тонкости внутрисемейных взаимоотношений.
Второй акт «Гнев» рассказывает о смерти директора театра Оскара Экдаля во время репетиции «Гамлета». Фанни и Александр остаются сиротами.
Третий акт «Разрыв». Эмили, мать детей, через год после смерти мужа принимает предложение епископа Эдварда Вергеруса. Семья переезжает в епископский дом, где царит атмосфера подчинения жёстким правилам.
Четвёртый акт «Летние события». Жизнь в епископском доме становится невыносимой, особенно для впечатлительного фантазёра Александра, что приводит к его столкновению с епископом. Так, Александр выдумывает и рассказывает домашним епископа, историю о том, как тот якобы погубил первую жену и дочерей от первого брака. Об этом доносят епископу. Он взбешён. Он обвиняет Александра в неумении и нежелании отличать правду от лжи и требует, чтобы мальчик извинился. Александр отказывается. Тогда он наказывает пасынка розгами. Мальчик терпеливо сносит отмеренное число ударов и вновь отказывается извиняться. Тогда епископ решает продолжить экзекуцию — после первого следующего удара Александр сдаётся и выкрикивает извинения. Но епископ, чтобы Александр как следует усвоил урок и обдумал своё поведение, решает запереть его на ночь на чердаке. Там Александру являются призраки дочерей епископа, которые обвиняют его в клевете на отца и угрозами пытаются довести мальчика до сумасшествия, запугать его до смерти. Эмили, узнав о наказании сына, вбегает на чердак и обнаруживает его лежащим на полу в позе эмбриона, униженным и напуганным.
Эмили шокирована и возмущена поведением мужа по отношению к своему сыну. Она понимает, что вышла замуж за злого и жестокого человека, с которым она и её дети будут несчастны. Она просит у епископа развода, однако тот отказывает: закон на его стороне. К тому же Эмили беременна. Обеспокоенная семья Экдаль думает, как спасти детей и мать.
Пятый акт «Демоны». под видом делового предложения еврей-торговец Исаак Якоби, друг семьи Экдаль, проникает в дом и увозит детей к себе. Братья Экдаль предлагают епископу сделку, однако тот стоит на своём: дети должны оставаться с ним, как положено по закону (в краткой киноверсии этот эпизод отсутствует). Густав Адольф сначала предлагает епископу крупную сумму денег за согласие на развод, а затем пытается угрожать ему разорением (по его словам, епископ основательно погряз в долгах, а он скупил его долговые расписки) и обещанием организовать против него кампанию травли. На это епископ спокойно отвечает, что Густав Адольф, видимо, слишком глуп, если считает, что подобные угрозы могут подействовать на такого высокоморального и принципиального человека, как он. И наконец он выводит к братьям саму Эмили, которая, словно сомнамбула, монотонно повторяет, что останется в доме мужа.
Ночью между охваченными бессонницей Эмили и её мужем происходит объяснение, он признаётся ей в своём лицемерии и попутно удивляется неожиданной покорности, проявленной женой в разговоре с братьями. Внезапно его охватывает сонливость. Эмили сообщает, что дала ему снотворное, и говорит, что когда он проснётся, её здесь уже не будет, после чего покидает епископский дом.
Александр тем временем бродит по тёмным закоулкам дома Исаака, заполненным различными таинственными предметами и разными куклами-марионетками (племянник Исаака Арон Рицински — кукольный мастер). Он беседует с Ароном, тот предлагает навестить его брата Исмаэля, которого домашние держат взаперти в некоей потайной комнате, так как он страдает неким психическим заболеванием и может быть опасен для окружающих. Когда они входят в комнату Исмаэля, последний просит брата оставить их с Александром одних. Оставшись наедине с ним, Исмаэль говорит, что читает мысли Александра, полные ненависти и желания смерти одному человеку, описывая при этом внешность епископа. Исмаэль обнимает мальчика и рассказывает, что происходит в этот момент в доме епископа: лежащая в постели его больная тётка опрокидывает на себя стоящую рядом керосиновую лампу, её сорочка вспыхивает и она мечется по дому, объятая пламенем. Создаётся впечатление, что это событие Исмаэль вызвал усилием мысли — своей или Александра — воззвав к неким демонам, коими одержим Александр.
На следующий день Эмили в доме её родителей навещают полицейские чиновники, которые сообщают, что после её ухода из дома мужа там случился пожар, в ходе которого епископ погиб. Полицейские выражают подозрение, что Эмили может быть причастна к этому, но они предпочтут не развивать эту версию и считать произошедшее несчастным случаем. Таким образом, Эмили и дети обретают свободу.
Эпилог. Вновь шумное застолье в семье Экдаль. Густав Адольф произносит пространную речь во славу любви и против лицемерия и ханжества: «Нам всем нужна способность понимать людей, лишь тогда мы осмелимся их за что-то любить или презирать». Он также говорит о том, что большой мир вокруг маленького мира семьи Экдаль похож на страшную трущобу, по которой зло носится как сорвавшийся с цепи бешеный пёс, а в их мирке им хорошо и уютно, сколь бы хрупок и во многом иллюзорен он ни был.
Тем временем идущего по сумрачному коридору дома Александра настигает мрачная фигура в чёрном — призрак епископа. Призрак толкает его, затем, повернувшись к нему, зловеще произносит: «Тебе от меня не избавиться!» — этот эпизод, видимо, символизирует детскую психологическую травму, которая останется с Александром на всю жизнь.

## В ролях
| Актёр                 | Роль                                                               |
| --------------------- | ------------------------------------------------------------------ |
| Гунн Вольгрен         | Хелена Экдаль мать Оскара, Карла и Густава Адольфа                 |
| Ева Фрёлинг           | Эмили Экдаль жена Оскара, мать Александра и Фанни                  |
| Аллан Эдваль          | Оскар Экдаль муж Эмили, сын Хелены, отец Александра и Фанни        |
| Бертиль Гуве          | Александр Экдаль сын Оскара и Эмили, брат Фанни                    |
| Пернилла Альвин       | Фанни Экдаль дочь Оскара и Эмили, сестра Александра                |
| Ярл Кулле             | Густав Адольф Экдаль муж Альмы, сын Хелены, отец Евы               |
| Мона Мальм            | Альма Экдаль жена Густава Адольфа, мать Евы                        |
| Ангелика Вальгрен     | Ева Экдаль дочь Альмы и Густава Адольфа                            |
| Бёрье Альстедт        | Карл Экдаль муж Лидии, сын Хелены                                  |
| Кристина Шоллин       | Лидия Экдаль жена Карла                                            |
| Пернилла Аугуст       | Май служанка, любовница Карла Густава                              |
| Кристина Адольфсон    | Сири                                                               |
| Кристиан Альмгрен     | Путте Экдаль                                                       |
| Мария Гранлунн        | Петра Экдаль дочь Альмы и Густава Адольфа                          |
| Лена Олин             | Роза                                                               |
| Соня Хеденбратт       | тётя Эмма                                                          |
| Кяби Ларетей          | тётя Анна фон Болен                                                |
| Свеа Хольст           | мисс Эстер                                                         |
| Ян Мальмшё            | епископ Эдвард Вергерус второй муж Эмили, отчим Александра и Фанни |
| Черстин Тиделиус      | Хенриетта Вергерус сестра Эдварда                                  |
| Марианна Аминофф      | Бленда Вергерус мать Эдварда                                       |
| Ханс Хенрик Лерфельдт | Эльза Бергиус                                                      |
| Харриет Андерссон     | Юстина                                                             |
| Пернилла Вальгрен     | Эсмеральда                                                         |
| Эрланд Юзефсон        | Исак Якоби                                                         |
| Матс Бергман          | Арон Ретцински                                                     |
| Стина Экблад          | Исмаэль Ретцински                                                  |
| Герд Андерссон        | японская женщина                                                   |
| Анна Бергман          | Ханна Шварц                                                        |
| Гуннар Бьёрнстранд    | Филип Ландаль актёр театра                                         |
| Петер Стормаре        | молодой человек, помогающий Исаку                                  |

## Награды и номинации

### Награды
- 1984 год — Премия «Оскар»
  - Лучший фильм на иностранном языке
  - Лучшая работа художника — Сусанна Лингхайм, Анна Асп
  - Лучшая операторская работа — Свен Нюквист
  - Лучший дизайн костюмов — Марик Вос-Лунд
- 1984 год — Премия BAFTA
  - Лучшая операторская работа — Свен Нюквист
- 1984 год — Премия «Сезар»
  - Лучший зарубежный фильм — Ингмар Бергман
- 1984 год — Премия «David di Donatello»
  - Лучший зарубежный фильм — Ингмар Бергман
  - Лучший режиссёр зарубежного фильма — Ингмар Бергман
  - Лучший сценарий зарубежного фильма — Ингмар Бергман
- 1984 год — Премия «Золотой глобус»
  - Лучший зарубежный фильм
- 1983 год — Венецианский кинофестиваль
  - Приз ФИПРЕССИ — Ингмар Бергман
- 1983 год — Премия Национального совета кинокритиков США
  - Лучший фильм на иностранном языке

### Номинации
- 1984 год — Премия «Оскар»
- Лучший режиссёр — Ингмар Бергман
- Лучший сценарист — Ингмар Бергман
- 1984 год — Премия BAFTA
  - Лучший дизайн костюмов — Марик Вос-Лунд
  - Лучший фильм на иностранном языке — Ингмар Бергман, Йорн Доннер
- 1984 год — Премия «Золотой глобус»
- Лучший режиссёр художественного фильма — Ингмар Бергман